# Чёкё-Дёбё
Чёкё-Дёбё (кирг. Чеке-Дөбө) — село в Сузакском районе Джалал-Абадской области Кыргызстана. Входит в состав Барпынского айылного аймака.

## География
Село расположено в юго-восточной части области, на берегах Сузакского канала, на расстоянии приблизительно 7 километров (по прямой) к востоку от села Сузак, административного центра района. Абсолютная высота — 750 метров над уровнем моря.

## Население
Согласно оценочным данным Национального статистического комитета Кыргызской Республики, численность населения села на начало 2023 года составляла 2951 человек.
| год     | 2009 | 2014 | 2015 | 2020 | 2021 | 2023 |
| ------- | ---- | ---- | ---- | ---- | ---- | ---- |
| человек | 2149 | 2335 | 2198 | 2813 | 2860 | 2951 |